# 东大街街道 (安阳市)
东大街街道，是中华人民共和国河南省安陽市文峰区下辖的一个乡镇级行政单位。

## 行政区划
东大街街道下辖以下地区：
楼东社区、高阁寺社区、东南营社区和南门东社区。